# DARPA Grand Challenge

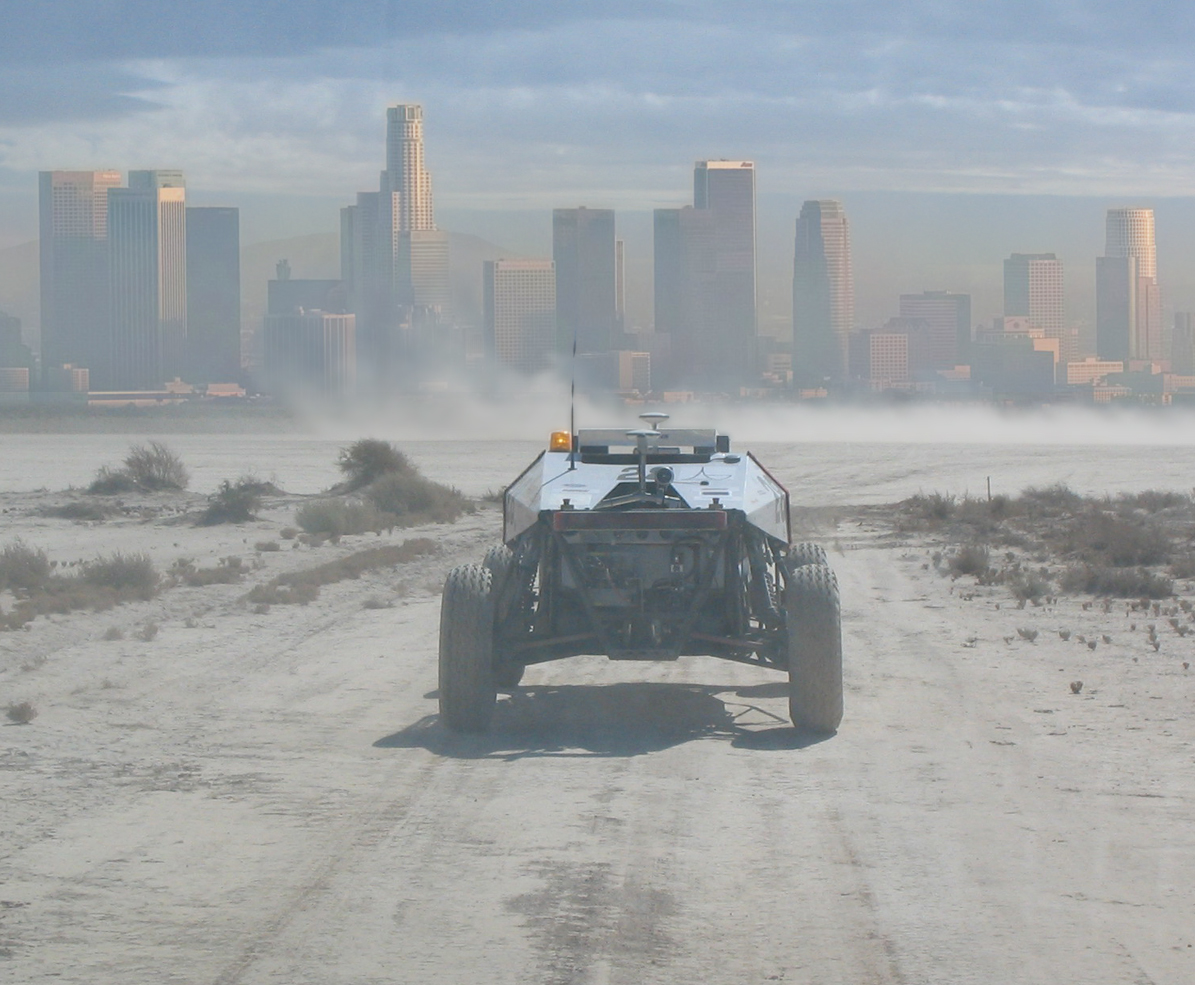
2007 Urban Challenge.

El DARPA Grand Challenge es una carrera de vehículos autónomos que deben llegar desde un punto de los Estados Unidos hasta otro sin intervención humana y disponiendo únicamente de un listado de puntos intermedios entre el principio del circuito y el final. Está fundada por la DARPA, una organización de investigación del Departamento de Defensa de los Estados Unidos.
La primera edición se celebró en 2004, en el desierto del Mojave y ningún coche consiguió terminar. En 2005 varios vehículos lograron terminar el circuito, siendo el equipo de Stanford el ganador gracias a un percance técnico del equipo de CMU. La siguiente edición, conocida como 2007 Urban Challenge, introdujo un circuito urbano en el que los participantes deberán obedecer las normas de tráfico y comportarse responsablemente en presencia de tráfico.